# Comisión de Hacienda del Senado de Chile
La Comisión de Hacienda del Senado de Chile, corresponde a una de las comisiones permanentes del Senado de Chile, en la cual, cinco senadores formulan proyectos de ley referentes al tema del cual trata la comisión, en este caso, las finanzas públicas, el control de éstas y del presupuesto anual de la Nación, mociones que luego ser presentados en la sesión plenaria del Senado para su aprobación o rechazo de todos los senadores.

## Historia
Esta comisión se formó en 1840 bajo el nombre de Comisión de Hacienda, siendo la encargada de modificar la legislación acerca de producción monetaria, equilibrar las finanzas del Estado después de la organización del mismo y llevar a Chile al desarrollo económico.[cita requerida]
En 1888 pasó a ser Comisión de Hacienda, Empréstitos Municipales y Presupuesto, formulando las políticas públicas con respecto a la entrega de recursos hacia las municipalidades, regularizando el presupuesto de la Nación y los aranceles presupuestarios de todas las instituciones del Estado.[cita requerida]
En 1924 se llamó nuevamente solo Comisión de Hacienda y en 1925 adoptó las labores de Hacienda e Industrias además, fomentando el proceso industrializador, hasta 1932 donde retomó el nombre de Hacienda hasta la caída del régimen democrático (1973) y el posterior retorno a la democracia (1990).[cita requerida]

## Integrantes
En el período legislativo 2022-2026, la comisión está integrada por:
| Miembro             | Partido Político |
| ------------------- | ---------------- |
| Juan Antonio Coloma | UDI              |
| Felipe Kast         | EVOP             |
| José García Ruminot | RN               |
| Ricardo Lagos Weber | PPD              |
| Daniel Núñez        | PC               |
| Preside la comisión |                  |